# باكمان (مدير حزم)

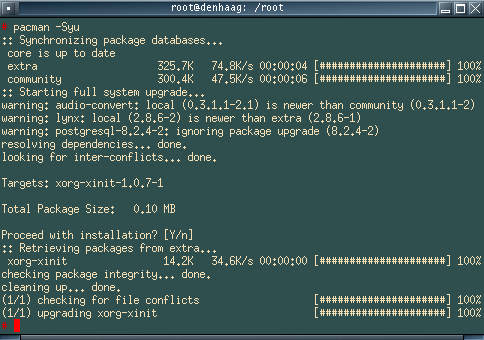

 باكمان (بالإنجليزية: Pacman)‏ هو مدير حزم طور كجزء من توزيعة آرتش لينكس. وقد أنشأه جيود فينيت, وهو مبني بلغة سي, مدير الحزم باكمان هو واحد من الركائز الرئيسية لتوزيعة آرتش لينكس.

## الاستخدام
باكمان قادر حل مشكلة الاعتماديات وتحميلها تلقائيا، وتثبيت جميع الحزم الضرورية. من الناحية النظرية، يحتاج المستخدم لتنفيذ أمر واحد فقط لتحديث النظام كاملاً. بالإضافة لاستخدامه في توزيعة آرتش لينكس يستخدم باكمان أيضا في توزيعة ديلي لينكس, وتوزيعة Frugalware.
يستخدم Pacman عادةً حزمًا ثنائية بامتداد .pkg.tar.zst ، (لآلية ضغط تدعى zstd) ، مع وضع .pkg قبل ذلك للإشارة إلى أنها حزمة (.pkg.tar.zst) وهناك تنسيقات ضغط آخرى هي أيضًا صالحة ، مثل .pkg.tar.xz.
يمكن تثبيت الحزم عبر الأمر pacman -S ، بينما يمكن أيضًا استخدام pacman -Syu لإجراء ترقية كاملة للنظام (تحديث لجميع الحزم المثبتة)
بالإضافة إلى Arch Linux ، يتم استخدام Pacman أيضًا لتثبيت الحزم ضمن MSYS2 (تفريعة عن Cygwin) على Windows.